# Pilica (Bajina Bašta)
Pilica (Servisch cyrillisch Пилица) is een plaats in de Servische gemeente Bajina Bašta. De plaats telt 653 inwoners (2002).